# (39362) 2002 BU1
(39362) 2002 BU1 est un astéroïde troyen de Jupiter de 15,328 km de diamètre découvert en 2002.

## Description
(39362) 2002 BU1 a été découvert le 21 janvier 2002 à l'observatoire Desert Eagle, un observatoire astronomique amateur privé, situé près de Benson, en Arizona aux États-Unis, par William Kwong Yu Yeung.

### Caractéristiques orbitales
L'orbite de cet astéroïde est caractérisée par un demi-grand axe de 5,11 ua, un périhélie de 4,80 ua, une excentricité de 0,06 et une inclinaison de 9,73° par rapport à l'écliptique. Du fait de ces caractéristiques, à savoir un demi-grand axe compris entre 4,6 et 5,5 ua et un périhélie inférieur à 0,3 ua, il est classé, selon la JPL Small-Body Database, astéroïde troyen de Jupiter du camp grec. Il est situé au point de Lagrange L4 du système Soleil-Jupiter.

### Caractéristiques physiques
(39362) 2002 BU1 a une magnitude absolue (H) de 11,9 et un albédo estimé à 0,143, ce qui permet de calculer un diamètre de 15,328 km. Ces résultats ont été obtenus grâce aux observations du Wide-field Infrared Survey Explorer (WISE), un télescope spatial américain mis en orbite en 2009 et observant l'ensemble du ciel dans l'infrarouge, et publiés en 2011 dans un article présentant les résultats concernant 1 739 astéroïdes troyens de Jupiter et 349 candidats.